# Protoneura peramans
Protoneura peramans är en trollsländeart som beskrevs av Philip Powell Calvert 1902. Protoneura peramans ingår i släktet Protoneura och familjen Protoneuridae. Inga underarter finns listade i Catalogue of Life.